# Francis Le Basser
 (novembre 2013).
Si vous disposez d'ouvrages ou d'articles de référence ou si vous connaissez des sites web de qualité traitant du thème abordé ici, merci de compléter l'article en donnant les références utiles à sa vérifiabilité et en les liant à la section « Notes et références ».
Francis ou François Le Basser, né le 2 avril 1889 à Rennes et mort le 6 mars 1974 à Laval, est un chirurgien, dirigeant sportif, résistant et homme politique français

## Parcours

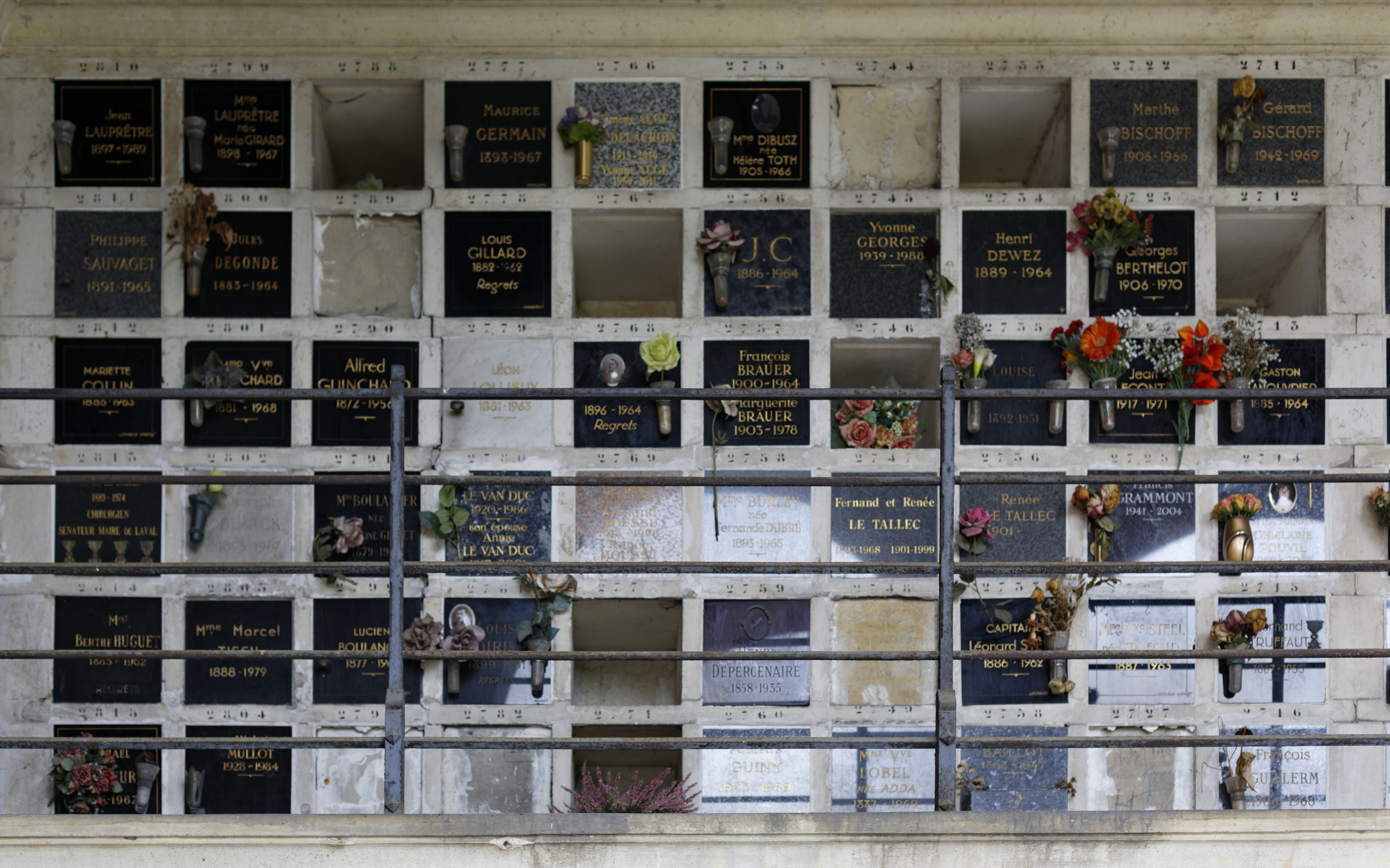
Case 2813 au columbarium du Père-Lachaise.

### Médecin
Il est fils de petits commerçants. Orphelin à l'âge de six ans, soutenu par sa famille, il a fait ses études secondaires au Lycée Saint-Martin de Rennes. Il effectue à Paris ses études de médecine.
Externe des hôpitaux de Rennes, Interne des hôpitaux de Paris, il est mobilisé en 1914 comme artilleur, puis versé dans le service sanitaire brancardier avec lequel il finit la guerre à Saint-Quentin en janvier 1919. Il est médaillé de la Croix de guerre 1914-1918 en tant que capitaine-major lors de la Première Guerre mondiale.
Il devient docteur en médecine en 1921 puis assistant d'anatomie à la faculté de Paris. Il est obligé pour des raisons pécuniaires d'abandonner ses études de professeur à Paris, ayant sa famille à charge. Il s'installe finalement comme chirurgien à l'Hôtel-Dieu de Laval sur les conseils du professeur Pierre Duval et du docteur Jules Ferron.
Il est président de la section de boxe du Stade lavallois en 1933, puis président du club omnisports du Stade lavallois de 1934 à 1974. Il milite avant-guerre au parti radical.
Il est fait chevalier de la Légion d'honneur en janvier 1936 au titre de l'éducation physique.

### Résistance
En 1939, dégagé d'obligations militaires, il accepte cependant de faire toute la chirurgie militaire du département de la Mayenne, où il opère jour et nuit jusqu'à l'occupation allemande. Il prit position contre l'occupant en chassant par exemple du Secours National un collaborateur notoire : Brousmiche.
Lors de la Seconde Guerre mondiale, il participe activement à la Résistance intérieure où il est attaché au Mouvement Libération-Nord,.
En août 1943, il est contacté par le Service National des Maquis (SNM). Il délivre de fausses cartes d'identité aux travailleurs requis par le STO. Membre du comité départemental de la Résistance, il aide au ravitaillement des maquis en vivres et en chaussures. Son action est en plein développement lorsqu'il est livré et dénoncé à la Gestapo.
Membre du Comité départemental de libération de la Mayenne clandestin en janvier 1944, il est arrêté par la Gestapo en mai 1944. Il est déporté d'Angers, à Compiègne le 18 juin 1944 vers le KL Dachau où il est libéré en mai 1945. 

### Entrée en politique
Malgré son absence pour le 1er tour, il revient de déportation entre les deux tours des élections municipales de 1945. Il est élu conseiller municipal et devient ensuite maire de Laval.  Il redevient aussi membre du Comité départemental de libération de la Mayenne. 
Il est élu conseiller général du canton de Laval-Ouest en septembre 1945 aux élections cantonales de 1945, puis devient président du conseil général de la Mayenne au 3e tour avec l'appui du MRP. 
Il obtient la Médaille de la Résistance.

### Parcours politique

#### UDSR, radical
Il soutient le parachutage en Mayenne de Jacques Soustelle. Il est le quatrième de la liste d'Union Républicaine et Sociale et d'action Paysanne composée de trois résistants : Soustelle, Le Basser et Foccart pour les Élections constituantes de 1945. Seul Soustelle est élu.
Il est président de la Fédération des œuvres laïques de la Mayenne en 1946.
Il démissionne en juin 1946 à la suite de la défaite de Jacques Soustelle aux législatives. Il est président honoraire de l'Entraide française et membre du bureau de bienfaisance de la ville de Laval.

#### Gaullisme
Se présentant comme indépendant de gauche, il est élu le 7 novembre 1948 au Conseil de la République sous l'étiquette du RPF. Inscrit au groupe RPF, il en deviendra président.
Il est élu sénateur de la Mayenne à 59 ans. Siégeant d'abord dans le groupe du RPF, il se fait le disciple du général de Gaulle pour sortir la France de la crise d'après-guerre. Il est nommé à la commission de la famille, de la population et de la santé publique et à la commission de l'intérieur.
Il rejoint l'Groupe Union centriste (Sénat) lors du changement de République, c'est également à ce moment qu'il devient vice-président de la commission des affaires sociales.
Malgré un début de carrière tardif, il va assez vite grimper tous les échelons propres à un baron local : il est réélu maire de la ville de Laval en 1956. En 1965, Jacques Delalande et Francis Le Basser sont défaits dès le premier tour des élections sénatoriales par des candidats du Centre démocratique, Lucien de Montigny et Raoul Vadepied. Il n'est pas non plus réinvesti dans ses fonctions de maire alors qu'il briguait un second mandat.
Aux élections de 1971, il se retire de la liste de la majorité pour protester contre la présence sur celle-ci de républicains indépendants qu'il juge « trop à droite ». En 1971, Le Basser démissionne de l'Union pour la défense de la République, en déclarant : Je redeviens le radical et l'UDSR que j'étais lors de mes premières élections. Ceci n'entame en rien la vénération que j'ai toujours eue depuis juin 1940 pour le général de Gaulle et que je garderai jusqu'à mon trépas. Cette rupture profite à Robert Buron, qui devient maire de Laval, succédant à Francis Le Basser.
Durant son mandat, il aura beaucoup fait pour que la ville se dote d'un stade de football moderne. En 1971, ce stade voit le jour et prend le nom de l'élu : stade Francis-Le-Basser.

### Vie privée
Il est le père de trois enfants, dont le fils sergent au 9e régiment de zouaves combattait au Liban en 1945.

## Distinctions
- Chevalier de la Légion d'honneur
- Croix de guerre 1914–1918
- Médaille de la Résistance française avec rosette (24 avril 1946)[14]

## Mandats
- Sénateur de la Mayenne de 1948 à 1965
- Maire de Laval de 1956 à 1971
- Président du conseil général de la Mayenne de 1946 à 1973